# Dolichowithius longichelifer
Espèce
Synonymes
- Chelifer longichelifer Balzan, 1887

Dolichowithius longichelifer est une espèce de pseudoscorpions de la famille des Withiidae.

## Distribution
Cette espèce se rencontre en Argentine, au Paraguay, au Brésil, en Équateur et au Venezuela.

## Publication originale
- Balzan, 1887 : Chernetidae nonnullae Sud-Americanae, I. Asuncion.